# Drawidologia
Drawidologia – nauka o  językach, literaturze, sztuce, historii, społeczeństwie, życiu codziennym i obyczajach, polityce, religii, filozofii itp. właściwych dla drawidyjskiej części Indii, dziedzina składowa indologii, a więc i orientalistyki. Drawidologia zawiera w sobie między innymi tamilistykę.